# Видойник Михайло Михайлович
Михайло Михайлович Видойник (нар. 1 червня 1978) — український дипломат. Надзвичайний та Повноважний Посол України в Королівстві Данія (2018 — 2023), Надзвичайний та Повноважний Посол України в Фінляндська Республіка (з 2025).

## Життєпис
Народився 1 червня 1978 року у місті Бережани Тернопільської області. У 2000 році закінчив Львівський національний університет імені Івана Франка, здобув кваліфікацію спеціаліста з міжнародних економічних відносин, перекладача.
У 2000—2002 рр. — спеціаліст першої категорії, аташе відділу Центрально-Східної Європи Третього територіального управління МЗС України.
У 2002—2002 рр. — третій секретар відділу економічного співробітництва Управління Європейського Союзу МЗС України.
У 2002—2006 рр. — третій секретар Посольства України в Грецькій Республіці.
У 2006—2007 рр. — другий секретар відділу торговельно-економічного та секторального співробітництва Департаменту Європейського Союзу МЗС України.
У 2007—2010 рр. — головний консультант, заступник завідувача відділу забезпечення зв'язків з міжнародними парламентськими організаціями Управління забезпечення міжпарламентських зв'язків Апарату Верховної Ради України.
У 2010—2015 рр. — перший секретар, радник відділу з економічних питань Посольства України в Республіці Польща.
З 02.2015 по 05.2015 р. — перший заступник директора Департаменту міжнародного співробітництва Секретаріату Кабінету Міністрів України.
З 05.2015 по 12.2016 рр. — директор Департаменту міжнародного співробітництва і протоколу Секретаріату Кабінету Міністрів України.
З 12.2016 по 08.2018 рр. — директор Департаменту з питань міжнародного співробітництва Секретаріату Кабінету Міністрів України.
З 25 червня 2018 до 27 жовтня 2023 року — Надзвичайний та Повноважний Посол України в Королівстві Данія.
З 7 квітня 2025 року — Надзвичайний та Повноважний Посол України в Фінляндській Республіці.